# Kärmeharju
Kärmeharju är en ö i Finland. Den ligger i sjön Jääsjärvi och i kommunen Gustav Adolfs i den ekonomiska regionen  Lahtis ekonomiska region  och landskapet Päijänne-Tavastland, i den södra delen av landet, 170 km norr om huvudstaden Helsingfors. Öns area är omkring 130 kvadratmeter och dess största längd är 20 meter i sydväst-nordöstlig riktning.